# Palpimanus canariensis
Espèce
Synonymes
- Palpimanus maroccanus canariensis Kulczyński, 1909

Palpimanus canariensis est une espèce d'araignées aranéomorphes de la famille des Palpimanidae.

## Distribution
Cette espèce est endémique des îles Canaries en Espagne.

## Étymologie
Son nom d'espèce, composé de canari[es] et du suffixe latin -ensis, « qui vit dans, qui habite », lui a été donné en référence au lieu de sa découverte, les îles Canaries.

## Publication originale
- Kulczyński, 1909 : Fragmenta Arachnologica. XIV, XV. Bulletin International de l'Académie des Sciences de Cracovie, vol. 1909, p. 667-687.